# Operador diferencial
En matemàtiques, un operador diferencial és un operador lineal definit com una funció de l'operador de diferenciació. Ajuda, com una qüestió de notació, considerar la diferenciació com una operació abstracta, que accepta una funció i en torna una altra (a l'estil d'una funció d'ordre superior de les ciències de la computació).

## Cas amb una variable
L'ús més comú de l'operador diferencial és l'acció de prendre la derivada en si mateixa. Les notacions comuns d'aquest operador inclouen:

{\displaystyle {d \over dx},\quad D_{x},\quad D\,}

Les dues primeres es fan servir fonamentalment quan es vol fer explícitca la variable respecte a la qual es prenen les derivades ordinàries, l'última forma només es fa servir quan pel context és clar quina és la variable respecte a la que es deriva (sense necessitat d'explicitar). Les primeres derivades es prenen com a dalt però, per a les derivades d'ordre superior, les n -èsimes, són útils els següents canvis:

{\displaystyle {d^{n} \over dx^{n}},\quad D_{x}^{n},\quad D^{n}\,}

### Operadors lineals ordinaris
- L'ús i la creació de la notació D es deu a Oliver Heaviside, que considerava els operadors diferencials lineals ordinaris de la forma:

{\displaystyle {\mathcal {L}}=\sum _{k=0}^{n}alpha(x)D^{k}(\cdot )}

en el seu estudi de les equacions diferencials.
- La derivada simple és, com s'ha dit, un operador diferencial lineal sobre el conjunt de funcions reals de variable real.
- Una equació diferencial ordinària es pot expressar mitjançant un operador lineal en la forma {\displaystyle {\mathcal {L}}y=f}, on {\displaystyle i\,} és la funció incògnita.

### Propietats dels operadors diferencials
- La diferenciació és lineal, és a dir

{\displaystyle D(f+g)=(Df)+(Dg),\qquad D(af)=a(Df)}

on f i g són funcions i a és una constant.
- Qualsevol polinomi en D amb funcions com coeficients és també un operador diferencial. També es poden compondre operadors diferencials amb la regla

{\displaystyle D_{1}\circ D_{2}(f)=D_{1}(D_{2}(f))}

- Aquesta última propietat dota al conjunt dels operadors lineals, sobre un cert espai de funcions reals, d'estructura d'espai vectorial sobre {\displaystyle \mathbb {R} } i de mòdul esquerre sobre el mateix conjunt de funcions. Això últim implica a la vegada que el conjunt d'operadors constitueixen un àlgebra associativa.

- Cal una mica de cura: primer, qualsevol coeficients de funció en l'operador D  2  han de ser diferenciables tantes vegades com requereixi l'aplicació de D  1 . Per obtenir un anell d'aquests operadors s'ha de suposar que s'utilitzen derivades de tots els ordres. Segon, aquest anell no ha de ser commutatiu: un operador gD no és el mateix en general que Dg. De fet es té per exemple la relació bàsica en mecànica quàntica: Dx - xD = 1.

- El subanell d'operadors que són polinomis en D amb coeficients constants és, en contrast, commutatiu. Pot ser caracteritzat d'una altra manera: consisteix en els operadors de translació invariants.

### Operador invers
Donat un operador diferencial lineal sobre un espai de funcions reals d'una sola variable real amb condicions de contorn homogènia, en el qual totes les funcions que intervenen són contínues, existeix un operador invers que és un operador integral.
Aquest operador invers venen donat per la funció de Green. Explicitémoslo considerant una equació diferencial d'ordre n :

{\displaystyle {\begin{cases}{\mathcal {L}}\{y(x)\}=f(x)&i(x)\in {\mathcal {D}}\\{\mathcal {D}}=\{z\in C^{1}(\mathbb {R} )|\sum _{j=0}^{n}a_{ij}D^{j}(z)=b_{i}\}&i\in \{0,\dots ,n\}\end{cases}}}

En aquest cas hi ha un operador integral {\displaystyle {\mathcal {K}}} donat per:

{\displaystyle y(x)={\mathcal {K}}\{f(x)\}=\int _{-\infty }^{+\infty }G({\bar {x}},x)f(x)d{\bar {x}}}

Tal que es compleix:

{\displaystyle {\mathcal {K\circ L}}\{z\}={\mathcal {L\circ K}}\{z\}=z(x),\quad \forall z\in {\mathcal {D}}}

## Cas amb diverses variables
Anàlogament al cas d'una variable, quan es consideren derivades respecte a variables diferents les derivades parcials poden escriure com:

{\displaystyle {\partial  \over \partial x_{i}}=\partial _{x_{i}}=\partial _{i},\qquad {\partial ^{n} \over \partial x_{I_{1}}\dots \partial x_{I_{n}}}=\partial _{x_{I_{1}},\dots ,x_{I_{n}}}^{n}=\partial _{I_{1},\dots ,I_{n}}^{n}}

A més amb derivades parcials, es poden fer les mateixes construccions que en el cas d'una variable. La derivació pel que fa a variables diferents dona com a lloc a operadors que commuten (veure teorema de Clairaut).
Un operador lineal en derivades parcials d'ordre n té la forma:

{\displaystyle {\mathcal {L}}=\sum _{k=0}^{n}a_{I_{1}\dots i_{k}}(x)\partial _{I_{1}\dots i_{k}}^{k}(\cdot )}

Un dels operadors diferencials que es veu amb més freqüència és l'operador laplacià

{\displaystyle \Delta =\sum _{k=1}^{n}{\partial ^{2} \over \partial x_{k}^{2}}}

### Descripció independent de les coordenades
A la geometria diferencial i la geometria algebraica és sovint convenient tenir una descripció independent de les coordenades dels operadors diferencials entre dues grups vectorials. Siguin E i F dos grups de vectors sobre una varietat M. Un operador és un mapeig de seccions, {\displaystyle P:\Gamma (E)\rightarrow \Gamma (F)\,\!} que es mapa el tija o fibra d'un fibrat dels gèrmens de {\displaystyle \Gamma (E)\,\!} al punt {\displaystyle x\in M\,\!} a la fibra de F en x:

{\displaystyle P:\Gamma _{x}(E)\rightarrow F_{x}\,\!}.

Es diu que un operador P és un operador diferencial d'ordre k-èsim si els factors a través del raig del fibrat {\displaystyle J^{k}(E)\,\!}. En altres paraules, hi ha un mapeig lineal de conglomerats vectorials

{\displaystyle i_{P}:J^{k}(E)\rightarrow F\,\!}

tal que {\displaystyle P=i_{P}\circ j^{k}} com en la següent composició:

{\displaystyle P:\Gamma _{x}(E)\rightarrow J^{k}(E)_{x}\rightarrow F_{x}\,\!}.

### Exemples
- En aplicacions a les ciències físiques, els operadors com el operador de Laplace juguen un important paper per escriure i solucionar equacions diferencials en derivades parcials.
- La divergència és un operador diferencial és un operador lineal en l'espai de vectorial de funcions {\displaystyle C^{\infty }(\mathbb {R} ^{n};\mathbb {R} )} constitueix un enfomorfismo lineal.
- El gradient és un operador diferencial és un operador lineal de l'espai de vectorial de funcions {\displaystyle C^{1}(\mathbb {R} ^{n};\mathbb {R} )} a {\displaystyle C^{0}(\mathbb {R} ^{n};\mathbb {R} ^{n})}.
- A la geometria diferencial els operadors de derivada exterior i derivada de Lie tenen un significat intrínsec.
- En àlgebra abstracta el concepte de derivació significa que els operadors diferencials poden seguir definits, encara en absència dels conceptes de càlcul basats en la geometria.